# تأمین مالی حفاظت
تأمین مالی حفاظت از محیط زیست، به معنای فرایند جذب و مدیریت سرمایه به‌منظور حمایت از حفاظت از زمین، آب و منابع طبیعی است. گزینه‌های تأمین مالی حفاظت بر اساس منبع، از منابع عمومی، خصوصی و غیرانتفاعی متفاوت‌اند؛ از نظر نوع، شامل وام‌ها، کمک‌هزینه‌ها، مشوق‌های مالیاتی و سازوکارهای بازار می‌شوند؛ و از نظر مقیاس، از سطح ملی تا ایالتی، و از سطح محلی تا فدرال متغیرند.
فعالان جنبش حفاظت از محیط زیست به‌طور سنتی برای تأمین مالی پروژه‌ها و ابتکارات خود، به سرمایه خصوصی و خیریه‌ای در قالب کمک‌های مالی درخواستی، کمک‌هزینه‌های بنیادها و غیره، و همچنین منابع مالی دولتی از طریق مشوق‌های مالیاتی، مصوبات عمومی، اوراق قرضه و تخصیص بودجه از سوی نهادهای دولتی، متکی بوده‌اند.
اگرچه دولت‌ها و نهادهای خیریه مقدار نسبتاً محدودی منابع مالی فراهم می‌کنند، اما فعالان حوزه حفاظت بر این باورند که سرمایه موجود برای حفظ اکوسیستم‌های جهانی کافی نیست. بر اساس برآوردها در سال ۲۰۱۸، برای پاسخگویی به نیازهای جهانی حفاظت از محیط زیست، سالانه باید بین ۳۰۰ تا ۴۰۰ میلیارد دلار سرمایه‌گذاری صورت گیرد. با این حال، تأمین‌کنندگان تنها حدود ۵۲ میلیارد دلار در سال به تأمین مالی حفاظت اختصاص می‌دهند. با گذشت زمان، فعالان این حوزه به‌طور فزاینده‌ای از مجموعه گسترده‌تری از گزینه‌های تأمین مالی بهره می‌برند و منابع سنتی دولتی و خیریه‌ای را با سایر منابع سرمایه، از جمله بازارهای سرمایه، ترکیب می‌کنند. این منابع غیرسنتی سرمایه حفاظتی شامل تأمین مالی از طریق بدهی، مشوق‌های مالیاتی نوظهور، سرمایه‌گذاری‌های خصوصی و تأمین مالی پروژه‌ای هستند. این منابع تکمیلی، موجب گسترش حجم سرمایه مالی موجود برای تأمین مالی اقدامات حفاظتی در سراسر جهان می‌شوند، و با سرمایه‌گذاری این منابع، مجموعه دارایی‌های حفاظت‌شده شامل زمین، آب و منابع طبیعی توسعه می‌یابد.